# فولكس دويتشه بيفيغونغ

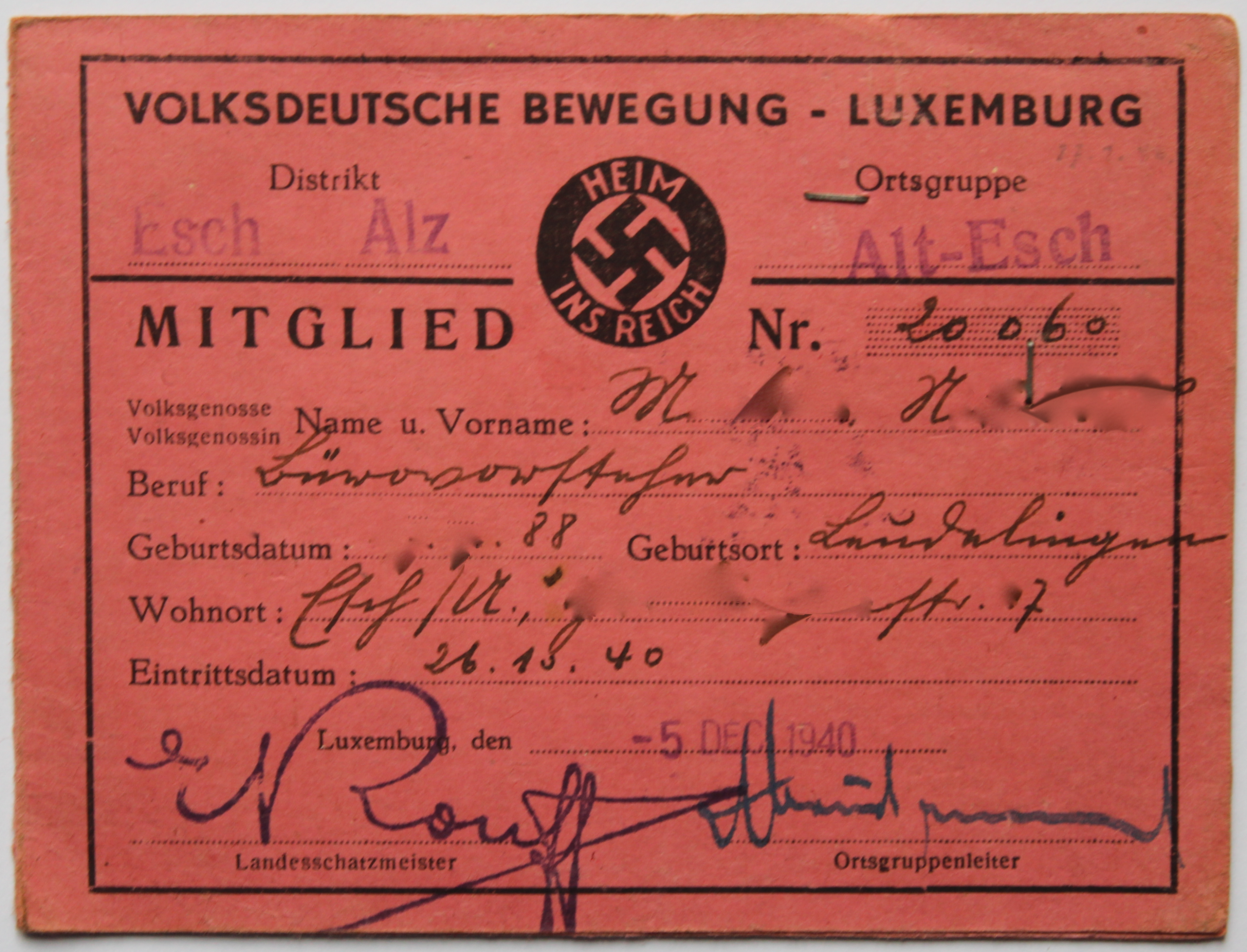
بطاقة عضوية لـ Volksdeutsche Bewegung، الصادرة عام 1940

فولكس دويتشه بيغونغ Volksdeutsche Bewegung (بالألمانية؛ حرفيًا «الحركة الألمانية العرقية») حركة نازية في لوكسمبورغ ازدهرت تحت حكم لوكسمبورغ التي احتلتها ألمانيا خلال الحرب العالمية الثانية.
هذه الحركة التي شكلها داميان كراتزينبرج، أستاذ جامعي ذو خلفية ألمانية، لم تظهر إلا بعد الغزو وأعلنها النازيون على أنها الحركة السياسية القانونية الوحيدة في لوكسمبورغ. باستخدام شعار هايم إنس رايخ (موطن الرايخ)، كان هدفهم المعلن هو دمج لوكسمبورغ بالكامل في ألمانيا النازية. تم دعم السياسة من قبل النازيين الذين استخدموا هذه الحركة كوسيلة لتحقيق هذه الغاية. تم تحقيق الهدف في أغسطس 1942، على الرغم من أن الحركة استمرت في العمل وبلغ ذروته في 84000 عضو. انضم العديد من هؤلاء عندما أصبح من الواضح أن العضوية كانت ضرورية للاحتفاظ بالعمل. كما شغل عدد من الأعضاء البارزين عضوية مزدوجة في حزب العمال الألماني الاشتراكي الوطني بعد التأسيس. اختفت الحركة بعد الحرب، وتم إعدام كراتزنبرغ في عام 1946.

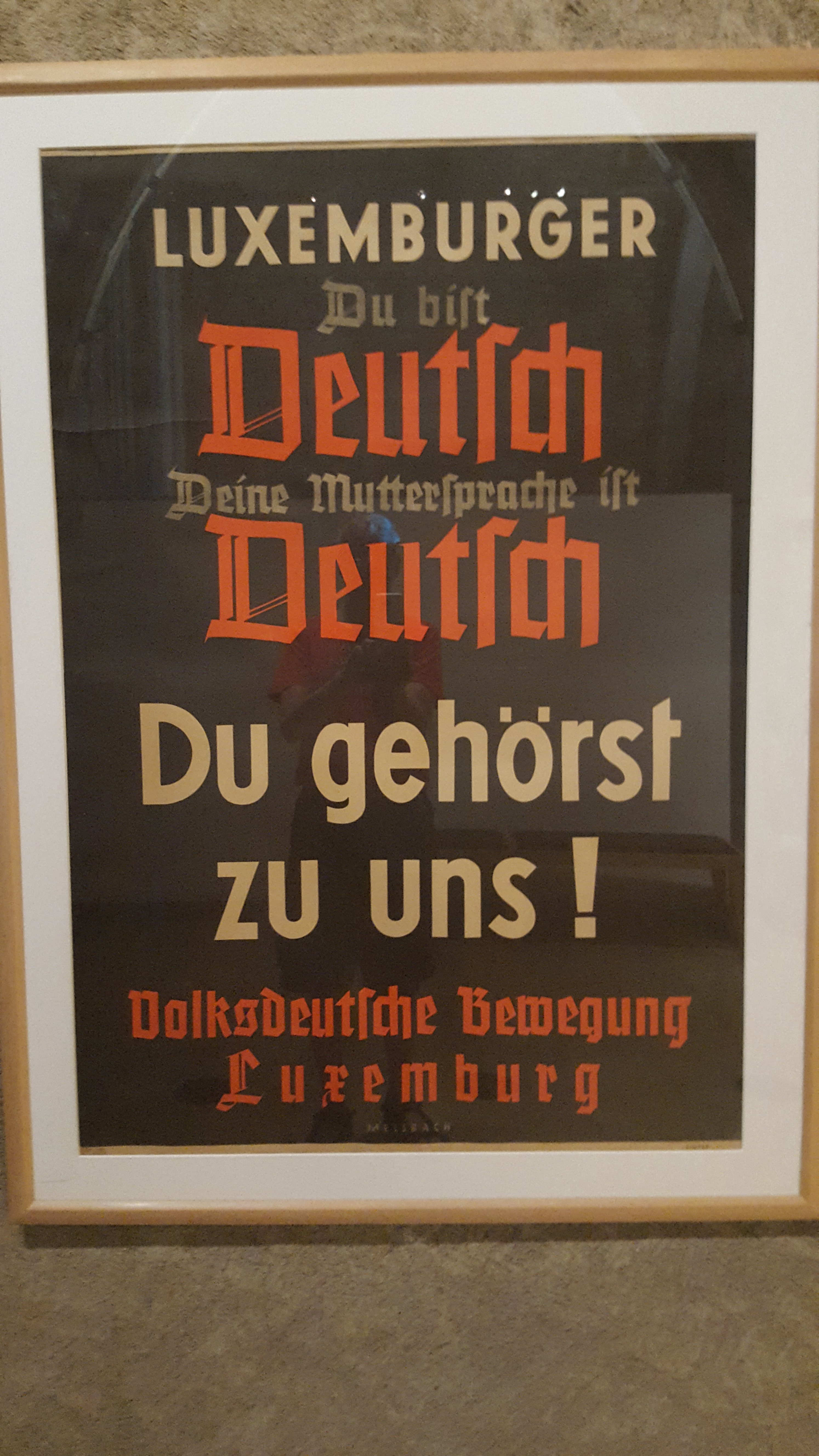
دعاية فولكس دويتشه بيغونغ.

## استفتاء 10 أكتوبر 1941
في عام 1941، أمر المسؤول المدني بإجراء استفتاء، تم عمله كإحصاء سكاني، كان من المفترض أن يعترف فيه اللوكسمبورغيين بعرقهم الألماني وبالتالي منحهم انضمامًا «طوعيًا» للرايخ الثالث.
في "الاستفتاء"، طُلب من الناس طرح ثلاثة أسئلة حول "جنسيتهم" و"لغتهم الأم" و"الإثنية"، الأسئلة التي يتم صياغتها بطريقة رائدة بحيث كان من المفترض أن يكون الجواب المنطقي الوحيد هو "الألمانية. كانت هذه المحاولة فاشلة. علمت المقاومة اللوكسمبرجية بالخطة ونشرت كلمة مفادها أنه يجب على اللوكسمبورغيين الإجابة على dräimol Lëtzebuergesch ("ثلاث مرات اللوكسمبرجية"). فشل إستفتاء الإدارة المدنية لهذا السبب، وتم إلغاء الاستفتاء.
من خلال فشل الاستفتاء، أدرك المحتلون أنهم لا يستطيعون التغلب على مقاومة السكان. تغيرت السياسة الألمانية تجاه لوكسمبورغ، وأصبحت أكثر وحشية. فقدت فولكس دويتشه بويجونغ أهميتها، ولعبت دورًا ضئيلًا حتى نهاية الحرب.
نجح داميان كراتزينبرج، رئيس فولكس دويتشه بويجونغ، في الفرار باتجاه فايسنبرغ قبل التحرير ببضعة أيام. رسالة إلى ابنته بعد نهاية الحرب، ومع ذلك، أعطى موقعه بعيدا. تم إحضاره إلى لوكسمبورغ ومحاكمته. في 1 أغسطس / آب، حُكم على كراتزينبرج بالإعدام، وفي 11 أكتوبر / تشرين الأول 1946، أُطلقت عليه النار في ميدان إطلاق النار في ثكنات هضبة الروح المقدسة في مدينة لوكسمبورغ.